# Bulgarien i olympiska sommarspelen 2004
Bulgarien i olympiska sommarspelen 2004 bestod av 95 idrottare som blivit uttagna av Bulgariens olympiska kommitté.

## Badminton
| Idrottare                    | Gren      | Sextondelsfinaler                   | Åttondelsfinaler             | Kvartsfinaler           | Semifinaler          | Final                | Final            |
| Idrottare                    | Gren      | Motståndare Resultat                | Motståndare Resultat         | Motståndare Resultat    | Motståndare Resultat | Motståndare Resultat | Placering        |
| ---------------------------- | --------- | ----------------------------------- | ---------------------------- | ----------------------- | -------------------- | -------------------- | ---------------- |
| Petya Nedelcheva             | Damsingel | Rasmussen (DEN) W 8-11, 11-7, 13-11 | Seo (KOR) W 7-11, 11-5, 11-8 | Zhou (CHN) L 4-11, 1-11 | Gick inte vidare     | Gick inte vidare     | Gick inte vidare |
| Neli Boteva Petya Nedelcheva | Damdubbel | Tripp/Wright (GBR) L 15-17, 14-17   | Gick inte vidare             | Gick inte vidare        | Gick inte vidare     | Gick inte vidare     | Gick inte vidare |

## Boxning
| Idrottare         | Gren            | Sextondelsfinaler     | Åttondelsfinaler       | Kvartsfinaler             | Semifinaler          | Final                | Final            |
| Idrottare         | Gren            | Motståndare Resultat  | Motståndare Resultat   | Motståndare Resultat      | Motståndare Resultat | Motståndare Resultat | Placering        |
| ----------------- | --------------- | --------------------- | ---------------------- | ------------------------- | -------------------- | -------------------- | ---------------- |
| Salim Salimov     | Lätt flugvikt   | Pannon (THA) L 14-26  | Gick inte vidare       | Gick inte vidare          | Gick inte vidare     | Gick inte vidare     | Gick inte vidare |
| Detelin Dalakliev | Bantamvikt      | Aferalign (ETH) W RSC | Mammadov (AZE) L 16-35 | Gick inte vidare          | Gick inte vidare     | Gick inte vidare     | Gick inte vidare |
| Dimitar Stilianov | Lättvikt        | Aydın (TUR) W 20-11   | Khan (GBR) L 21-37     | Gick inte vidare          | Gick inte vidare     | Gick inte vidare     | Gick inte vidare |
| Boris Georgiev    | Lätt weltervikt | Fillali (ALG) W RSC   | Allen (USA) W 30-10    | Karimzjanov (KAZ) W 20-18 | Johnson (CUB) L 9-13 | Gick inte vidare     | =                |
| Sergej Rozjnov    | Supertungvikt   | i.u.                  | Povetkin (RUS) L RSC   | Gick inte vidare          | Gick inte vidare     | Gick inte vidare     | Gick inte vidare |

## Brottning
Herrarnas fristil
| Radoslav Velikov   | 55 kg  | Pool 2 Williams (RSA) W 13-2 Li (CHN) L 6-8                             | 2 | Gick inte vidare | Gick inte vidare | Gick inte vidare | Gick inte vidare |
| Ivan Djorev        | 60 kg  | Pool 3 Quintana (CUB) L 0-3 Kumar (IND) L 0-9                           | 3 | Gick inte vidare | Gick inte vidare | Gick inte vidare | Gick inte vidare |
| Serafim Barzakov   | 66 kg  | Pool 2 MacDonald (CAN) W 11-0 Spiridonov (KAZ) L 4-5                    | 2 | Gick inte vidare | Gick inte vidare | Gick inte vidare | Gick inte vidare |
| Nikolaj Paslar     | 74 kg  | Pool 7 Brzozowski (POL) L 3-3 Osmanov (MKD) W 3-1                       | 2 | Gick inte vidare | Gick inte vidare | Gick inte vidare | Gick inte vidare |
| Miroslav Gotjev    | 84 kg  | Pool 6 Ibragimov (MKD) W 4-2 Moon (KOR) L 5-9                           | 2 | Gick inte vidare | Gick inte vidare | Gick inte vidare | Gick inte vidare |
| Krasimir Kotjev    | 96 kg  | Pool 2 Krupnjakov (KGZ) L 2-3 Ibragimov (UZB) L 0-4                     | 3 | Gick inte vidare | Gick inte vidare | Gick inte vidare | Gick inte vidare |
| Bozjidar Bojadziev | 120 kg | Pool 6 Rezaei (IRI) L 0-5 Hrynkevitj (BLR) W 5-1 Ösökhbayar (MGL) W 4-0 | 2 | Gick inte vidare | Gick inte vidare | Gick inte vidare | Gick inte vidare |

Damernas fristil
| Stanka Zlateva | 72 kg | Pool 4 Hamaguchi (JPN) L 0-10 Montgomery (USA) L TO | 3 | Gick inte vidare | Gick inte vidare | Gick inte vidare |

Grekisk-romersk
| Armen Nazarjan     | 60 kg  | Pool 3 El-Gharably (EGY) W 7-3 Chvosjtj (UKR) W 8-1                   | 1 Q | Sasamoto (JPN) W 5-3 | Jung (KOR) L 1-3 | Bronsmatch Shevtsov (RUS) W 4-3 | 3                |
| Nikolaj Gergov     | 66 kg  | Pool 2 Füredy (HUN) W 3-2 Kim (KOR) L 0-6                             | 2   | Gick inte vidare     | Gick inte vidare | Gick inte vidare                | Gick inte vidare |
| Vladislav Metodiev | 84 kg  | Pool 5 Thomberg (EST) W 3-0 Yerlikaya (KOR) L 2-5 Daragan (UKR) L PA  | 3   | Gick inte vidare     | Gick inte vidare | Gick inte vidare                | Gick inte vidare |
| Kalojan Dintjev    | 96 kg  | Pool 3 Tarkong (PLW) W 11-0 Tjchaidze (KGZ) L 2-5                     | 2   | Gick inte vidare     | Gick inte vidare | Gick inte vidare                | Gick inte vidare |
| Sergej Murejko     | 120 kg | Pool 6 Mikulski (POL) W 3-0 Gardner (USA) L 1-1 Mizgaitis (LTU) W 2-1 | 2   | Gick inte vidare     | Gick inte vidare | Gick inte vidare                | Gick inte vidare |

## Bågskytte
Herrar
| Idrottare     | Gren         | Rankningsomgång | Rankningsomgång | 32-delsfinaler       | Sextondelsfinaler    | Åttondelsfinaler     | Kvartsfinaler        | Semifinaler          | Final                | Final            |
| Idrottare     | Gren         | Poäng           | Seed            | Motståndare Resultat | Motståndare Resultat | Motståndare Resultat | Motståndare Resultat | Motståndare Resultat | Motståndare Resultat | Placering        |
| ------------- | ------------ | --------------- | --------------- | -------------------- | -------------------- | -------------------- | -------------------- | -------------------- | -------------------- | ---------------- |
| Yavor Hristov | Individuellt | 641             | 42              | Proć (POL) W 133-132 | Chen (TPE) L 159-170 | Gick inte vidare     | Gick inte vidare     | Gick inte vidare     | Gick inte vidare     | Gick inte vidare |

## Cykling

### Landsväg
Herrar
| Idrottare         | Gren                | Tid | Placering |
| ----------------- | ------------------- | --- | --------- |
| Dmitar Gospodinov | Herrarnas linjelopp | DNF | x         |

### Bana
Tempolopp
| Cyklist               | Gren                | Kval     | Kval      | Matchomgång | Matchomgång | Final    | Final     |
| Cyklist               | Gren                | Resultat | Placering | Resultat    | Placering   | Resultat | Placering |
| --------------------- | ------------------- | -------- | --------- | ----------- | ----------- | -------- | --------- |
| Radoslav Konstantinov | Herrarnas tempolopp | i.u.     | i.u.      | i.u.        | i.u.        | 1:06.265 | 17        |

Sprint
| Idrottare        | Gren            | Kval                  | Kval           | Första omgången                  | Återkval                         | Kvartsfinaler                    | Semifinaler                                                       | Final                            | Final     |
| Idrottare        | Gren            | Tid Hastighet (km/h)  | Placering      | Motståndare Tid Hastighet (km/h) | Motståndare Tid Hastighet (km/h) | Motståndare Tid Hastighet (km/h) | Motståndare Tid Hastighet (km/h)                                  | Motståndare Tid Hastighet (km/h) | Placering |
| ---------------- | --------------- | --------------------- | -------------- | -------------------------------- | -------------------------------- | -------------------------------- | ----------------------------------------------------------------- | -------------------------------- | --------- |
| Evgenia Radanova | Damernas sprint | 12.457 57.798 km/h 12 | Meares (AUS) L | Grankovskaya (RUS) Reed (USA) 3  | Gick inte vidare                 | Gick inte vidare                 | 9-12: klassificering Pendleton (GBR) Reed (USA) Hijgenaar (NED) 4 | 12                               |           |

## Friidrott
Herrar
Fältgrenar och tiokamp
| Idrottare         | Gren        | Kval     | Kval      | Final            | Final            |
| Idrottare         | Gren        | Resultat | Placering | Resultat         | Placering        |
| ----------------- | ----------- | -------- | --------- | ---------------- | ---------------- |
| Spas Bukhalov     | Stavhopp    | 5.50     | 27        | Gick inte vidare | Gick inte vidare |
| Iliyan Efremov    | Stavhopp    | NH       | x         | Gick inte vidare | Gick inte vidare |
| Nikolay Atanasov  | Längdhopp   | 7.90     | 17        | Gick inte vidare | Gick inte vidare |
| Petar Dachev      | Längdhopp   | 8.05     | 13        | Gick inte vidare | Gick inte vidare |
| Momchil Karailiev | Tresteg     | 16.45    | 22        | Gick inte vidare | Gick inte vidare |
| Ivaylo Rusenov    | Tresteg     | 16.39    | 24        | Gick inte vidare | Gick inte vidare |
| Galin Kostadinov  | Kulstötning | 17.75    | 37        | Gick inte vidare | Gick inte vidare |

Damer
Bana, maraton och gång
| Idrottare          | Gren              | Heat     | Heat      | Kvartsfinal      | Kvartsfinal      | Semifinal        | Semifinal        | Final            | Final            |
| Idrottare          | Gren              | Resultat | Placering | Resultat         | Placering        | Resultat         | Placering        | Resultat         | Placering        |
| ------------------ | ----------------- | -------- | --------- | ---------------- | ---------------- | ---------------- | ---------------- | ---------------- | ---------------- |
| Ivet Lalova        | 100 meter         | 11.16    | 1 Q       | 11.09            | 2 Q              | 11.04            | 3 Q              | 11.00            | 4                |
| Monika Gachevska   | 200 meter         | 23.71    | 6         | Gick inte vidare | Gick inte vidare | Gick inte vidare | Gick inte vidare | Gick inte vidare | Gick inte vidare |
| Ivet Lalova        | 200 meter         | 22.88    | 1 Q       | 22.81            | 2 Q              | 22.56            | 3 Q              | 22.57            | 5                |
| Mariyana Dimitrova | 400 meter         | 51.29    | 2 Q       | i.u.             | i.u.             | 51.20            | 4                | Gick inte vidare | Gick inte vidare |
| Daniela Jordanova  | 1 500 meter       | 4:05.87  | 3 Q       | i.u.             | i.u.             | 4:04.94          | 5 Q              | 3:59.10          | 5                |
| Nevena Mineva      | 20 kilometer gång | i.u.     | i.u.      | i.u.             | i.u.             | i.u.             | i.u.             | DNF              | x                |

Fältgrenar och sjukamp
| Idrottare           | Gren           | Kval     | Kval      | Final            | Final            |
| Idrottare           | Gren           | Resultat | Placering | Resultat         | Placering        |
| ------------------- | -------------- | -------- | --------- | ---------------- | ---------------- |
| Venelina Veneva     | Höjdhopp       | 1.92     | 15        | Gick inte vidare | Gick inte vidare |
| Tanya Stefanova     | Stavhopp       | 4.15     | =24       | Gick inte vidare | Gick inte vidare |
| Antoniya Yordanova  | Längdhopp      | 6.45     | 21        | Gick inte vidare | Gick inte vidare |
| Mariya Dimitrova    | Tresteg        | 14.16    | 19        | Gick inte vidare | Gick inte vidare |
| Aneliya Kumanova    | Kulstötning    | 15.91    | 30        | Gick inte vidare | Gick inte vidare |
| Tsvetanka Khristova | Diskuskastning | 43.25    | 41        | Gick inte vidare | Gick inte vidare |
| Tsvetanka Khristova | Spjutkastning  | 55.13    | 32        | Gick inte vidare | Gick inte vidare |

## Gymnastik

### Artistisk
Herrar
Mångkamp, ind.
| Idrottare      | Kval    | Kval    | Kval    | Kval    | Kval    | Kval    | Kval   | Kval      | Final            | Final            | Final            | Final            | Final            | Final            | Final            | Final            |
| Idrottare      | Redskap | Redskap | Redskap | Redskap | Redskap | Redskap | Totalt | Placering | Redskap          | Redskap          | Redskap          | Redskap          | Redskap          | Redskap          | Totalt           | Placering        |
| Idrottare      | F       | PH      | R       | V       | PB      | HB      | Totalt | Placering | F                | PH               | R                | V                | PB               | HB               | Totalt           | Placering        |
| -------------- | ------- | ------- | ------- | ------- | ------- | ------- | ------ | --------- | ---------------- | ---------------- | ---------------- | ---------------- | ---------------- | ---------------- | ---------------- | ---------------- |
| Filip Yanev    | 9.012   | 8.300   | 8.137   | 9.625 Q | 8.375   | 9.137   | 52.586 | 46        | Gick inte vidare | Gick inte vidare | Gick inte vidare | Gick inte vidare | Gick inte vidare | Gick inte vidare | Gick inte vidare | Gick inte vidare |
| Jordan Jovtjev | 9.700 Q | i.u.    | 9.812 Q | i.u.    | i.u.    | i.u.    | i.u.   | i.u.      | Gick inte vidare | Gick inte vidare | Gick inte vidare | Gick inte vidare | Gick inte vidare | Gick inte vidare | Gick inte vidare | Gick inte vidare |

Individuella finaler
| Gymnast        | Redskap    | Poäng | Placering |
| -------------- | ---------- | ----- | --------- |
| Filip Yanev    | Hopp       | 9.581 | 5         |
| Jordan Jovtjev | Fristående | 9.775 | 3         |
| Jordan Jovtjev | Ringar     | 9.850 | 2         |

Damer
Mångkamp, ind.
| Idrottare            | Kval    | Kval    | Kval    | Kval    | Kval   | Kval      | Final            | Final            | Final            | Final            | Final            | Final            |
| Idrottare            | Redskap | Redskap | Redskap | Redskap | Totalt | Placering | Redskap          | Redskap          | Redskap          | Redskap          | Totalt           | Placering        |
| Idrottare            | V       | UB      | BB      | F       | Totalt | Placering | V                | UB               | BB               | F                | Totalt           | Placering        |
| -------------------- | ------- | ------- | ------- | ------- | ------ | --------- | ---------------- | ---------------- | ---------------- | ---------------- | ---------------- | ---------------- |
| Yevgeniya Kuznetsova | i.u.    | 8.150   | 8.887   | i.u.    | i.u.   | i.u.      | Gick inte vidare | Gick inte vidare | Gick inte vidare | Gick inte vidare | Gick inte vidare | Gick inte vidare |

### Rytmisk
| Idrottare          | Gren         | Kval     | Kval   | Kval   | Kval   | Kval   | Kval      | Final            | Final            | Final            | Final            | Final            | Final            |
| Idrottare          | Gren         | Tunnband | Boll   | Käglor | Band   | Totalt | Placering | Tunnband         | Boll             | Käglor           | Band             | Totalt           | Placering        |
| ------------------ | ------------ | -------- | ------ | ------ | ------ | ------ | --------- | ---------------- | ---------------- | ---------------- | ---------------- | ---------------- | ---------------- |
| Elizabeth Paisieva | Individuellt | 24.975   | 21.975 | 23.850 | 23.975 | 94.775 | 12        | Gick inte vidare | Gick inte vidare | Gick inte vidare | Gick inte vidare | Gick inte vidare | Gick inte vidare |
| Simona Peycheva    | Individuellt | 25.475   | 24.800 | 24.700 | 23.725 | 98.700 | 7 Q       | 25.375           | 25.675           | 25.600           | 24.400           | 101.050          | 6                |

| Gymnaster                                                                                                 | Gren   | Kval                | Kval    | Kval   | Kval      | Final               | Final   | Final  | Final     |
| Gymnaster                                                                                                 | Gren   | Redskap             | Redskap | Totalt | Placering | Redskap             | Redskap | Totalt | Placering |
| Gymnaster                                                                                                 | 5 band | 3 tunnband 2 bollar | 5 band  | Totalt | Placering | 3 tunnband 2 bollar |         | Totalt | Placering |
| --- | ------ | ------------------- | ------- | ------ | --------- | ------------------- | ------- | ------ | --------- |
| Zhaneta Ilieva Eleonora Kezhova Zornitsa Marinova Kristina Ranguelova Galina Tancheva Vladislava Tancheva | Trupp  | 22.300              | 24.600  | 46.900 | 3 Q       | 23.400              | 25.200  | 48.600 | 3         |

## Judo
Herrar
| Idrottare       | Gren                   | Sextondelsfinal               | Åttondelsfinal            | Kvartsfinal                    | Semifinal                   | Återkval             | Final                              | Final     |
| Idrottare       | Gren                   | Motståndare Resultat          | Motståndare Resultat      | Motståndare Resultat           | Motståndare Resultat        | Motståndare Resultat | Motståndare Resultat               | Placering |
| --------------- | ---------------------- | ----------------------------- | ------------------------- | ------------------------------ | --------------------------- | -------------------- | ---------------------------------- | --------- |
| Georgi Georgiev | Halv lättvikt (-66 kg) | Margoshvili (GEO) W 1010-0012 | Demirel (TUR) W 1020-0001 | Kipshakbayev (KAZ) W 0100-0001 | Uchishiba (JPN) L 0000-1000 | i.u.                 | Bronsmatch Peñas (ESP) W 0001-0000 | =         |

Damer
| Idrottare          | Gren              | Sextondelsfinal            | Åttondelsfinal       | Kvartsfinal          | Semifinal            | Återkval             | Final                | Final            |
| Idrottare          | Gren              | Motståndare Resultat       | Motståndare Resultat | Motståndare Resultat | Motståndare Resultat | Motståndare Resultat | Motståndare Resultat | Placering        |
| ------------------ | ----------------- | -------------------------- | -------------------- | -------------------- | -------------------- | -------------------- | -------------------- | ---------------- |
| Tsvetana Bozhilova | Tungvikt (+78 kg) | Zambotti (MEX) L 0000-1010 | Gick inte vidare     | Gick inte vidare     | Gick inte vidare     | Gick inte vidare     | Gick inte vidare     | Gick inte vidare |

## Kanotsport
Sprint
| Kanotist                                                | Gren                 | Heat     | Heat      | Semifinal | Semifinal | Final            | Final            |
| Kanotist                                                | Gren                 | Tid      | Placering | Tid       | Placering | Tid              | Placering        |
| ------------------------------------------------------- | -------------------- | -------- | --------- | --------- | --------- | ---------------- | ---------------- |
| Stanimir Atanasov                                       | Herrarnas C-1 500 m  | 1:52.917 | 5 QS      | 1:50.631  | 2 QF      | 1:49.759         | 8                |
| Stanimir Atanasov                                       | Herrarnas C-1 1000 m | 3:55.590 | 2 QS      | 4:05.664  | 6         | Gick inte vidare | Gick inte vidare |
| Petar Merkov                                            | Herrarnas K-1 500 m  | 1:38.725 | 3 QS      | 1:42.207  | 6         | Gick inte vidare | Gick inte vidare |
| Jordan Jordanov Ivan Hristov                            | Herrarnas K-2 500 m  | 1:33.222 | 4 QS      | 1:33.182  | 5         | Gick inte vidare | Gick inte vidare |
| Milko Kazanov Ivan Hristov Petar Merkov Jordan Jordanov | Herrarnas K-4 1000 m | 2:54.252 | 2 QF      | BYE       | BYE       | 2:59.622         | 4                |
| Delyana Dacheva Bonka Pindzheva                         | Damernas K-2 500 m   | 1:44.268 | 5 QS      | 1:44.246  | 1 QF      | 1:42.553         | 6                |

## Konstsim
| Idrottare                        | Gren           | Teknisk rutin | Teknisk rutin | Fri rutin (inledande) | Fri rutin (inledande)  | Fri rutin (inledande) | Fri rutin (final) | Fri rutin (final)      | Fri rutin (final) |
| Idrottare                        | Gren           | Poäng         | Placering     | Poäng                 | Totalt (teknisk + fri) | Placering             | Placering         | Totalt (teknisk + fri) | Placering         |
| -------------------------------- | -------------- | ------------- | ------------- | --------------------- | ---------------------- | --------------------- | ----------------- | ---------------------- | ----------------- |
| Assia Anastassova Bogdana Zareva | Damernas duett | 41.583        | 41.834        | 83.417                | 20                     | Gick inte vidare      | Gick inte vidare  | Gick inte vidare       |                   |

## Ridsport

### Hoppning
| Ryttare         | Häst     | Gren                 | Kval     | Kval      | Kval     | Kval     | Kval      | Kval     | Kval     | Kval      | Final    | Final     | Final            | Final            | Final            | Totalt | Totalt    |
| Ryttare         | Häst     | Gren                 | Omgång 1 | Omgång 1  | Omgång 2 | Omgång 2 | Omgång 2  | Omgång 3 | Omgång 3 | Omgång 3  | Omgång A | Omgång A  | Omgång B         | Omgång B         | Omgång B         | Totalt | Totalt    |
| Ryttare         | Häst     | Gren                 | Straff   | Placering | Straff   | Totalt   | Placering | Straff   | Totalt   | Placering | Straff   | Placering | Straff           | Totalt           | Placering        | Straff | Placering |
| --------------- | -------- | -------------------- | -------- | --------- | -------- | -------- | --------- | -------- | -------- | --------- | -------- | --------- | ---------------- | ---------------- | ---------------- | ------ | --------- |
| Rossen Raitchev | Medoc II | Individuell hoppning | 5        | =31       | 12       | 17       | =42       | 8        | 25       | 40 Q      | 21       | 43        | Gick inte vidare | Gick inte vidare | Gick inte vidare | 21     | 43        |

## Rodd
Herrar
| Idrottare    | Gren          | Heat    | Heat      | Återkval | Återkval  | Semifinal | Semifinal | Final   | Final     | Final |
| Idrottare    | Gren          | Tid     | Placering | Tid      | Placering | Tid       | Placering | Tid     | Placering |       |
| ------------ | ------------- | ------- | --------- | -------- | --------- | --------- | --------- | ------- | --------- | ----- |
| Ivo Janakiev | Singelsculler | 7:28,97 | 2 R       | 6:52,51  | 1 SA/B/C  | 6:53,43   | 2 FA      | 6:52,80 | 3         |       |

Damer
| Idrottare                                 | Gren              | Heat    | Heat      | Återkval | Återkval  | Semifinal | Semifinal | Final   | Final     | Final |
| Idrottare                                 | Gren              | Tid     | Placering | Tid      | Placering | Tid       | Placering | Tid     | Placering |       |
| ----------------------------------------- | ----------------- | ------- | --------- | -------- | --------- | --------- | --------- | ------- | --------- | ----- |
| Rumjana Nejkova                           | Singelsculler     | 7:35,66 | 1 SA/B/C  | BYE      | BYE       | 7:32,06   | 2 FA      | 7:23,10 | 3         |       |
| Anna Tjuk Milka Tantjeva                  | Tvåa utan styrman | 7:52,45 | 3 R       | 7:17,16  | 3 FB      | i.u.      | i.u.      | 7:11,89 | 8         |       |
| Anet-Jacqueline Buschmann Miglena Markova | Dubbelsculler     | 7:35,46 | 2 R       | 6:52,78  | 1 FA      | i.u.      | i.u.      | 7:13,97 | 4         |       |

## Segling
Herrar
| Seglare       | Gren    | Lopp | Lopp | Lopp | Lopp | Lopp | Lopp | Lopp | Lopp | Lopp | Lopp | Lopp | Summerad poäng | Finalplacering |
| Seglare       | Gren    | 1    | 2    | 3    | 4    | 5    | 6    | 7    | 8    | 9    | 10   | M*   | Summerad poäng | Finalplacering |
| ------------- | ------- | ---- | ---- | ---- | ---- | ---- | ---- | ---- | ---- | ---- | ---- | ---- | -------------- | -------------- |
| Veselin Nanev | Mistral | 33   | DNF  | 33   | 30   | 30   | 32   | 30   | 29   | 33   | 25   | 30   | 305            | 33             |

M = Medaljlopp; EL = Eliminerad – gick inte vidare till medaljloppet;
Damer
| Seglare             | Gren    | Lopp | Lopp | Lopp | Lopp | Lopp | Lopp | Lopp | Lopp | Lopp | Lopp | Lopp | Summerad poäng | Finalplacering |
| Seglare             | Gren    | 1    | 2    | 3    | 4    | 5    | 6    | 7    | 8    | 9    | 10   | M*   | Summerad poäng | Finalplacering |
| ------------------- | ------- | ---- | ---- | ---- | ---- | ---- | ---- | ---- | ---- | ---- | ---- | ---- | -------------- | -------------- |
| Irina Konstantinova | Mistral | 20   | 22   | 8    | 20   | 13   | 10   | 16   | 18   | 17   | 16   | 14   | 152            | 19             |

M = Medaljlopp; EL = Eliminerad – gick inte vidare till medaljloppet;

## Tennis
| Spelare           | Gren      | Omgång 1                   | Omgång 2                         | Åttondelsfinaler  | Kvartsfinaler     | Semifinaler       | Final / BM        | Final / BM       |
| Spelare           | Gren      | Motståndare Poäng          | Motståndare Poäng                | Motståndare Poäng | Motståndare Poäng | Motståndare Poäng | Motståndare Poäng | Placering        |
| ----------------- | --------- | -------------------------- | -------------------------------- | ----------------- | ----------------- | ----------------- | ----------------- | ---------------- |
| Magdalena Maleeva | Damsingel | Koukalová (CZE) W 6–1, 6–4 | Daniilidou (GRE) L 6–2, 4–6, 4-6 | Gick inte vidare  | Gick inte vidare  | Gick inte vidare  | Gick inte vidare  | Gick inte vidare |